# Kutsuki Mototsuna
Kutsuki Mototsuna est un nom japonais traditionnel ; le nom de famille (ou le nom d'école), Kutsuki, précède donc le prénom (ou le nom d'artiste).
Kutsuki Mototsuna (朽木 元綱, 1549-12 octobre 1632) est un commandant samouraï au cours des périodes Azuchi Momoyama et Edo du Japon. Son père est Kutsuki Harutsuna (朽木 晴綱). Les Kutsuki forment un puissant clan à Kutsuki-tani (朽木谷), Takasima-gori dans la province d'Ōmi.
Mototsuna succède à son père à l'âge de deux ans lorsque celui-ci meurt au combat. Il sert d'abord le shogunat Ashikaga. En 1570, Mototsuna aide Oda Nobunaga lorsqu'il attaque le clan Asakura. Puis il sert Hashiba Hideyoshi après la mort de Nobunga en 1582.
À la bataille de Sekigahara en 1600, Mototsuna fait d'abord partie des forces d'Ishida Mitsunari appartenant à Ōtani Yoshitsugu. Cependant, agissant de concert avec Kobayakawa Hideaki, Mototsuna, avec Wakizaka Yasuharu, Ogawa Suketada et Akaza Naoyasu, trahit Mitsunari. Après la bataille, Ieyasu laisse Yasuharu gouverner son domaine en raison de cet exploit.
Kutsuki Nobutsuna, fils de Mototsuna, sert le shogunat Tokugawa en tant que hatamoto.

## Source de la traduction
- (en) Cet article est partiellement ou en totalité issu de l’article de Wikipédia en anglais intitulé « Kutsuki Mototsuna » (voir la liste des auteurs).